# Raphidascaroides
Raphidascaroides är ett släkte av rundmaskar. Raphidascaroides ingår i familjen Anisakidae.
Kladogram enligt Catalogue of Life:
| Raphidascaroides | \| \| Raphidascaroides diodonis \| \| \| \| \| \| Raphidascaroides nipponensis \| \| \| \| |
|                  | \| \| Raphidascaroides diodonis \| \| \| \| \| \| Raphidascaroides nipponensis \| \| \| \| |
|                  | Anisakis                                                                                   |
|                  |                                                                                            |
|                  | Contracaecum                                                                               |
|                  |                                                                                            |
|                  | Goezia                                                                                     |
|                  |                                                                                            |
|                  | Heterotyphlum                                                                              |
|                  |                                                                                            |
|                  | Hysterothylacium                                                                           |
|                  |                                                                                            |
|                  | Phocanema                                                                                  |
|                  |                                                                                            |
|                  | Phocascaris                                                                                |
|                  |                                                                                            |
|                  | Porrocaecum                                                                                |
|                  |                                                                                            |
|                  | Pseudoterranova                                                                            |
|                  |                                                                                            |
|                  | Raphidascaris                                                                              |
|                  |                                                                                            |
|                  | Rhaphidascaris                                                                             |
|                  |                                                                                            |
|                  | Terranova                                                                                  |
|                  |                                                                                            |
|                  | Thynnascaris                                                                               |
|                  |                                                                                            |
|                  | Raphidascaroides diodonis                                                                  |
|                  |                                                                                            |
|                  | Raphidascaroides nipponensis                                                               |
|                  |                                                                                            |

|  | Raphidascaroides diodonis    |
|  |                              |
|  | Raphidascaroides nipponensis |
|  |                              |